# ATP Challenger Bunschoten
Das ATP Challenger Bunschoten (offizieller Name: Dutch Open Tournament) ist ein seit 2025 stattfindendes Tennisturnier in Bunschoten, Niederlande. Es ist Teil der ATP Challenger Tour und wird im Freien auf Sand ausgetragen.

## Liste der Sieger

### Einzel
| Jahr | Sieger       | Finalgegner      | Ergebnis      |
| ---- | ------------ | ---------------- | ------------- |
| 2025 | Jan Choinski | Kimmer Coppejans | 6:4, 3:6, 6:3 |

### Doppel
| Jahr | Sieger                  | Finalgegner                | Ergebnis  |
| ---- | ----------------------- | -------------------------- | --------- |
| 2025 | Michaël Geerts Tim Rühl | Mats Hermans Mick Veldheer | 7:5, 7:64 |